# Извездная
Извездная — деревня в Свердловской области России, административно подчинённая городу Первоуральску. Входит в муниципальный округ Первоуральск.

## География
Деревня Извездная расположена на правом берегу реки Чусовой, в 11 километрах (по автотрассе в 15 километрах) к западу-северо-западу от города Первоуральска, на западной окраине посёлка Билимбая. Через деревню проходит автодорога Первоуральск — Шаля, а в одном километре к югу расположена станция Билимбай Свердловской железной дороги. В окрестностях расположен затопленный Сухореченский карьер, где добывался доломит.

## История деревни
Две версии происхождения названия деревни Извездная: от слов «извоз» и «извезной» (известковый). Так в XIX веке местные жители занимались извозом по Московскому тракту от Екатеринбурга до Перми, доставляли руду и уголь для Билимбаевского завода.
В XVIII-XIX веках жители приобретали работами при заводской домне, занимались доставкой на Билимбаевский, Верх-Исетский, Шайтанский и Уткинский заводы руды и угля. Летом работали в Верхотурском уезде и в Оренбургской губернии на приисковых работах. Хлебопашеством, за неимением земли, занимались немногие; сеяли в «переменах».

## Население
| 2002 | 2010 |
| ---- | ---- |
| 39   | ↗76  |